# Abengourou
Abengourou je grad u Obali Bjelokosti, glavni grad regije Moyen-Comoé. Nalazi se na istoku države, 30 km od granice s Ganom i oko 170 km sjeveroistočno od Abidjana.
Godine 1988. Abengourou je imao 58.974 stanovnika. Većinu stanovništva čine pripadnici etničke skupine Agni, koji su ovdje doselili iz Gane.